# Breukelen vasútállomás
Breukelen vasútállomás Hollandiában, Stichtse Vecht városában.

## Vasútvonalak
Az állomást az alábbi vasútvonalak érintik:
- Amsterdam–Arnhem-vasútvonal
- Harmelen–Breukelen-vasútvonal

## Kapcsolódó állomások
A vasútállomáshoz az alábbi állomások vannak a legközelebb:
- Abcoude vasútállomás (Amsterdam–Arnhem-vasútvonal)
- Woerden vasútállomás (Harmelen–Breukelen-vasútvonal)
- Maarssen vasútállomás (Amsterdam–Arnhem-vasútvonal)